# پیر باگلیونی
پیر باگلیونی (انگلیسی: Piero Baglioni؛ زاده ۷ مارس ۱۹۵۲) یک دانشمند است.